# Slaget i Dynekilen
Slaget i Dynekilen, som stod den 27. junijul./ 8. juli 1716greg. under den store nordiske krig, er et af de mest kendte slag i Dansk historie. Det er tillige et af de mest berømte søslag i den danske militærhistorie. Under slaget ledede en af Danmarks største søhelte, Tordenskjold, en indenskærs eskadre til en svensk transportflådes ankerplads i Dynekilen. Der formåede Tordenskjold at tilintetgøre transportbådene, sammen med eskorten på 13 til 15 krigsskibe. Dette slag blev afslutningen på Karl XII af Sveriges første felttog i Norge.

## Baggrund
Den 28. oktober 1709 erklærede Danmark-Norges konge, Frederik IV, krig mod Sverige. Krigserklæringen kom efter svenskernes nederlag i slaget ved Poltava, da det gamle angrebsforbund fra 1699 var genoprettet mellem Danmark-Norge, Sachsen-Polen og Rusland. Krigen mod svenskerne var et revanchelystent forsøg på at generobre de tabte områder, Danmark-Norge havde været nødt til at afstå ved freden i 1660. Trods det militære nederlag ved Poltava og fraværet af Karl XII, formåede svenskerne imidlertid at vinde slaget ved Helsingborg. Videre formåede de at holde på de tyske besiddelser omkring Stralsund. Dog var overmagten så stor, at der ikke var håb for svenskerne om at vinde krigen uden at måtte afstå store områder, skønt Karl XII var kategorisk imod en sådan fredsslutning. Håbet om fred voksede hos den svenske befolkning, efter at Karl XII vendte tilbage til Sverige den 24. december 1715 efter Stralsunds fald.
Men Karl XII ville hellere slås i et desperat håb om at få reddet noget af den svenske stormagt. Han rettede fokus mod det, han anså som det svage led i alliancen, Danmark-Norge. Strategien var at vinde en militær sejr over Danmark-Norge og derved fremtvinge en separat fred på samme måde som i krigen i 1700. Karl XIIs strategi var at splitte sine modstandere og nedkæmpe disse enkeltvis. Dette syn på krigerkongens militærtaktik ved begyndelsen af året 1716 virker mest plausibelt med tanke på, at han var en formidabel taktiker men kun en middelgod strateg.
Først havde Karl XII tænkt at gå mod Danmark, over isen mellem Skåne og Sjælland med en hær på 40.000 soldater i ryggen. Men en stærk storm brød isen op i Øresund januar 1716. Den 27. februar 1716 brød Karl XII op fra sit hovedkvarter i Ystad og satte kurs nordover med en ny, hastigt lagt slagplan. Han måtte søge det ønskede resultat i en anden retning, nemlig i Norge.
Den 8. marts 1716 startede svenskerne 1716-felttoget eller det første Norgesfelttog, da krigerkongen i spidsen for 3.000 svenske soldater krydsede den norske grænse ved Östervallskog i Värmland. Karl XII's plan var et lynangreb i to separate raids med henholdsvis 3.000 mand under hans egen ledelse mod Christiania fra øst, og 4000 mand under generalløjtnant Carl Gustav Mörner fra sydøst forbi Halden i en knibtangsmanøvre omkring den vigtige Akershus fæstning.
Men krigsplanen holdt ikke ved kontakten med fjenden og de uforudsete problemer, som opstod. Træfningen i Høland varskoede det norske forsvar, som blev reddet af et uventet voldsomt snevejr. Snevejret stansede Karl XII i hele tre dage. Denne forsinkelse reddede ikke bare det norske forsvar men ødelagde også overraskelsesmomentet i fremrykningen mod Christiania, hvor terrænet gav forsvarerne fordel.
Efter flere forsøg på at tage Akershus fæstning, som mislykkedes, fordi svenskerne ikke havde godt nok artilleri til at bryde skanserne, kunne den svenske konge ikke forblive i Christiania længere. Med tøvejret i foråret kom en dansk-norsk transportflåde fra Danmark med ca. 4.000 kamperfarne soldater. Fredrikstad og Halden var under norsk kontrol, og forbindelseslinjerne med Sverige kunne ikke opretholdes, efter at Moss faldt som befæstning. Karl XII så ikke nogen anden udvej end at trække sig tilbage over Glomma.
Karl XII indså vigtigheden af at sikre forbindelseslinjerne mellem sig selv og Sverige, hvis han skulle kunne fortsætte felttoget og underlægge sig Norge eller i det mindste sikre sig de norske områder øst for Glomma. Han forstod tidligt, at han måtte erobre Halden med Fredriksten fæstning og havde allerede den 19. marts 1716 sendt ordre til Göteborg om at føre tungt artilleri til Fredriksten ad søvejen.
De svenske tropper, som rykkede frem over land tidligt i 1716, kunne ikke transportere tungt artilleri. Det ville have forsinket styrkerne endnu mere. Men det artilleri, som kom fra Göteborg, stoppede op, fordi den norske Nordsøeskadre havde spærret vejen nordover, så snart, isen brød op. Svenskerne fandt en sikker ankerplads længere mod sydøst, men landevejene midt i forårstøvejret var ufremkommelige for det tunge udstyr. Mens skibene med det vigtige belejringsartilleri i lasten sled sig frem mod Halden, led Karl XII et smerteligt nederlag under slaget om Halden den 4. juli 1716.
Efter nederlaget den 4. juli besluttede Karl XII sig for at vente på det vigtige artilleri. Han havde givet ordre om at losse udstyret fra fragtskibe til flydebroen på Svinesund, for så at tage dem ad landevejen til hovedkvarteret på Torpum. Men den 8. juli, ved middagstid, kunne Karl XII høre en stærk kanontorden fra syd.

## Søkrigen foråret 1716
Passende nok startede den dansk-norske del af søkrigen året 1716 med, at den berømte og dristige kaptajn Peter Wessel blev adlet af kongen under navnet Tordenskjold den 24. februar 1716 i København. Samme dag gav kongen den unge kaptajn ordre til at klargøre sin fregat, "Hvide Ørn", for at fragte breve og instrukser til Norge.
Lidt senere udnævnte kongen den dygtige viceadmiral Christian Carl Gabel til chef for Nordsøeskadren på syv linjeskibe, seks fregatter, fem brigger og også den norske skærgårdsflåde. Kong Frederik IV kendte Karl XIIs hensigter og fik sine anelser bekræftet i et brev fra Norge i midten af marts 1716. Kongen sendte et brev tilbage den 14. marts, hvori han lovede at opretholde forbindelsen mellem Danmark og Norge. Kongen forberedte kort efter en forstærkning under ledelse af Gabel.
Viceadmiral Gabel afgik fra Fladstrand med sin eskadre den 12. april 1716. Eskadren bestod af ca. 4000 mand i to regimenter. Efter blot fem dage nåede Gabel og hans mænd Fredrikstad, hvor de gik i land lige inden det andet slag om Moss. Den 6. april havde Tordenskjold fragtet officerene til Holmestrand, for at de skulle slutte sig til generalløjtnant Barthold Heinrich Lützow, som ledede forsvaret af Norge. Gabel deltog under det andet slag om Moss den 25. april ved at tage stilling mellem Kambo og Moss med sine styrker mod et muligt svensk angreb fra nord.
Gabel sendte Tordenskjold til København for at hente nærmere instrukser sammen med et brev dateret 19. april, hvori han skriver, at der er behov for en søstyrke for indenskærs krigsførsel. Gabel havde nemlig i Norge fået rapport om en svensk flådestyrke, som havde forladt Göteborg den 15. april. Kontreadmiral Olof Strömstierna havde efter ordre fra Karl XII forberedt en flåde. Men Strömstierna var realistisk nok til at indse behovet for sikker sejlads langs Bohuslän-kysten, og derfor brugte han fladbundede fartøjer: mindre fragtskuder og strømbåde. Med en sådan indenskærs flåde kunne han undgå dansk-norske krigsskibe, som stak for dybt til at gå indenskærs.
Tordenskjold kom hurtigt tilbage til Norge efter en dramatisk sejlads til København, skildret af en svensk fange, Carl von Roland. Tordenskjold sluttede sig til den udpegede afdeling, som skulle krydse langs kysten fra basen i Larkollen for at lede efter Strömstierna og spærre vejen til Svinesund. Den 1. maj 1716, ved øen Styrsö, fandt Tordenskjold en svensk afdeling med flere krigsskibe, antagelig med stykprammen Stenbocken. Træfningen ved Styrsö i skærgården endte med, at "Hvide Ørn" fik to grundskud, og at den svenske transportflåde måtte vende om. Med skibe, som stak alt for dybt, kunne de dansk-norske styrker ikke forfølge svenskerne, som havde galejer bestykkede med skyts med op til 36-pundskaliber med sig.
Træfningen ved Styrsö gjorde, at Strömstierna ikke kunne fortsætte nordover. Få dage før træfningen havde han fundet en passende ankerplads i Dynekilen og ville derfor ikke vove sig nærmere Svinesund. Men ved ankomsten tidlig i maj var det midt i forårets tøvejr, og vejene over land var i dårlig forfatning. Desuden måtte en flydebro sættes i stand, og det arbejde tog flere dage. Det kan være, at de store styrkeforflytninger under general Delvig fra maj til juni 1716 bidrog til, at planerne om at losse artilleriet blev forsinkede.
Det og mere må have ført til, at Strömstierna besluttede sig for at vente i Göteborg på sommeren og tørre vejr. Derfor blev den svenske transportflåde ikke forstærket med flere skibe i Dynekilen før den 5. juli 1716. Træfningen ved Styrsö kan have spillet en større rolle end før antaget.

## Brevene
Da de nu havde så god tid, kunne Gabel og Tordenskjold drage lærdom af erfaringerne ved Styrsö. De forstod behovet for specialfartøjer for indenskærs krigsførelse, både som kunne bevæge sig i lavvandede farvande. Mens en konvoj fra Stavern samlede sig, drog Tordenskjold i maj til Christiania, hvor han tog kontakt med overkommandoen. Der underrettede han ledelsen om, at svenskernes flydebro måtte ødelægges, og at han selv ville hente flere soldater i Fladstrand. Soldaterne var kommet dertil fra København. Dette førte til angrebet i Svinesund den 2. juni 1716, som gik galt for Danmark-Norge.
Den samme dag havde Tordenskjold været i Fladstrand, og inden 8. juni kom han til København og tog kontakt med sin ven generaladmiral Ulrik Christian Gyldenløve. Tordenskjold bad om at blive eskadrechef for en række lavbundede fartøjer. Med dem ville han forcere Svinesund og bringe forsyninger med proviant til den indelukkede Fredriksten fæstning. Han gjorde også Gyldenløve opmærksom på truslen, som den svenske eskadre med galejerne repræsenterede, og ville gerne angribe dem snarest. Det var afgørende, at Tordenskjold tog dette op med den militære ledelse i København. Hvis blot brevet fra Gabel dateret den 6. juni nåede frem til kongen, kunne det skabe en farligt lang udsættelse, hvis den enevældige konge ikke traf en hurtig nok afgørelse i sagen.
Admiral Christen Thomesen Sehesteds eskadre af lavbundede fartøjer fra farvandet ved Rügen i 1714, lå i København. Denne eskadre kunne sættes i stand, og admiralitetet udnævnte Tordenskjold til eskadrechef den 13. juni 1716. Han fik ordre til at udruste to fregatter, det større skytsskib (større stykpram) "Hjælperen", en stykpram og tre galejer, for så at slutte sig til viceadmiral Gabel i Larkollen. Der var da kommet et nyt brev fra Gabel, som historisk set er kontroversielt.
Gabels brev til kongen dateret den 13. juni forklarer kort, at Gabel planlagde et angreb på Dynekilen, som han skal have beskrevet som "en af deres havne", men den svenske transportflåde var ikke kommet dertil på det tidspunkt. Brevets indhold var vagt, men det kan have været et udtryk for forbehold. Dynekilen var en naturlig havn, som gav god beskyttelse, og der kunne ligge engelske og hollandske handelsskibe der også. Måske ville Gabel undgå diplomatiske forviklinger, hvis han kom for skade at ødelægge nogen af disse skibe sammen med de svenske. Et andet brev fra Gabel forstærker dette indtryk. Der understregede han behovet for at undersøge forholdene i forvejen.
Tordenskjold kom til Norge i troen på, at den svenske transportflåde, som havde undgået dem så længe, kunne være kommet ind i Dynekilen. Stedet var velegnet for at undgå at blive opdaget og angrebet. I et brev til kongen den 21. juni, efter at Tordenskjolds eskadre næsten var færdigudrustet, skriver han, at han tror Strömstierna er kommet til Dynekilen, og at han vil se efter svenskerne der.

## Forspillet
Den 2. juli 1716 satte Tordenskjolds eskadre kurs nordover. Dagen efter passerede den Kronborg, hvor breve blev ført i land. Kort efter kom det til en træfning ved Kullen, ved svenskekysten af Skåne. Der opbragte Tordenskjold to priser, en hukkert med fire kanoner, og en dobbelt chalup med fire svingbasser, sammen med deres prise, et dansk fartøj som blev frigivet fra de erobrede svenske kaperbåde.
Den 4. juli fortsatte Tordenskjold nordover, og i de næste tre dage måtte han føre an med sine bedste sejlførende skibe for at have både stykpram og galej under slæb. Den 7. juli kastede Tordenskjold anker mellem Koster og Grisebåene. Uden at vide det havde han nået farvandet ved Dynekilen akkurat i tide. Strömstierna havde startet nordover i begyndelsen af juli, med kurs mod Strömstad – for anden gang det år.
Strömstierna kunne have bragt sig i sikkerhed og kunne måske fået losset lasten i Strömstad, men han bestemte sig for at gå til Dynekilen, hvor han havde været den 1. maj, og vente på nærmere instruktioner der. Træfningen ved Styrsö havde overbevist ham om, at fjenden ikke havde grundtvandsgående krigsskibe i Norge. Derfor mente han, at Dynekilen skulle være en tryg havn. Så han drog dertil, anlagde et batteri på en holm, ankrede op og forberedte sig på at losse så snart, den kongelige ordre kom.
Chefen på stykprammen "Stenbocken", kommandør Gyllenschruuf, var ikke så overbevist som "schoutbynachten" (kontreadmiral) Strömstierna og foreslog, at der skulle sættes en vagtstyrke på 500 mand fra det saksiske regiment ved det smalle indløb til fjorden. Men, han fik besked om, at det ikke var muligt, da sakserne var nødvendige som vagtmandskab ved Svinesund. Svenskerne holdt al deres opmærksomhed rettet mod Halden.
Uden for Koster kom Tordenskjold i kontakt med flere matroser fra linjeskibet "Fyn". De var del af en afdeling som lå uden for Magö, og de fortalte ham, at de, gennem en samtale med bohuslenske fiskere under en fisketur, havde opdaget, at der var kommet en svensk flåde til Dynekilen den 5. juli 1716, og at officerer skulle være gæster ved et bryllup på gården Dyne om aftenen.
Efter, at Tordenskjold dermed fik bekræftet Gabels påstand om, at der fandtes en svensk flåde – den eftersøgte transportflåde, som var undsluppet dem om foråret, mente Tordenskjold, at han kunne trodse ordren om at fortsætte til Larkollen, selv om Gabel netop var draget sydover til Magö og det var muligt at få kontakt med ham ganske hurtigt.

## Dynekilen
Dynekilen er en over fem kilometer lang fjord som skærer sig nordøstligt ind i den nordlige bohuslenske kyst. Der er høje skrænter på begge sider af et trangt indløb, som flere steder kun er mellem 100 og 150 meter bredt. Indløbet fører til et trekantet bassin, som er omringet af høje, skovklædte skråninger. Inderst i fjorden flader landskabet ud i dyrket mark, hvor gården Dyne den tid lå ved en holm. Vandstanden i Dynekilen var på mellem 13 og 14 meter, kun en halv meter dybere end fjorden er på sit dybeste i dag.
Strömstierna kunne have lukket det trange indløb til Dynekilen med spærrebomme. Han kunne også have opsat artilleri der. Men han nøjede sig med at udsætte et par vagtbåde og stolede mest på et batteri på seks 12-punds kanoner på en mindre skanse ude på en holm inde i fjorden. De svenske skibe lå ganske tæt inderst i fjorden, med stævnen mod land. Dermed kunne de ikke hurtigt lægge bredsiden til indløbet. Kun stykprammen kunne hurtigt vende bredsiden styrbord mod indløbet.

### Den danske indenskærs eskadre
- "Hjælperen" 47 skyts flagskib for kaptajn Peter Wessel Tordenskjold
- "Arca Noæ" 33 skyts stykpram (Kaptajnløjtnant de l'Etang, 32 år)
- "Hvide Ørn" 30 skyts, fregat (Kaptajnløjtnant Lemvig, 26 år)
- "Vindhunden" 16 skyts, fregat (Løjtnant Peter Grip, 35 år)
- "Charlotte Amalia" 7 skyts, galej (Løjtnant Michael Tønder, 24 år)
- "Louisa" 7 skyts, galej (Løjtnant Henrik Tønder, 27 år)
- "Prinds Christian" 7 skyts, galej (Løjtnant Niels Dahl, alder ukendt)

- Tilsammen 147 skyts og 931 mand.

### Den svenske indenskærs eskadre for eskorte
- "Stenbocken" 24 skyts hvoraf ti 18-punds, stykpram (kapret)
- "Wreden" 21 skyts hvoraf to svære 36-punds, galej (ødelagt)
- "Proserpina" 14 skyts, galej (kapret)
- "Ulysses" 6 skyts, galej (kapret) Ulysses (galej)
- "Lucretia" 13 skyts, galej (kapret)
- "Hecla" 13 skyts, galej (ødelagt)
- "Achilles" 5 skyts, halvgalej (kapret)
- "Pollux" 5 skyts, halvgalej (kapret)
- "Hector" 5 skyts, halvgalej (ødelagt)
- "Castor" 5 skyts, halvgalej (kapret)
- "Björn" halvgalej/dobbelte chalup – (kapret)
- "Svarte Mären" halvgalei/dobbelte chalup (kapret)
- "Sköldpaddan", galiot (ødelagt)
- 1 kosterbåd betegnes som "Koster", defineret som galej (ødelagt)

- Det må bemærkes, at det ikke er hundrede procent sikkert, at oplysningerne om de svenske krigsskibe stemmer. De forskellige fartøjer som nævnes; galej, halvgalej og dobbelte chalup, blev af og til sammenblandet. Mindst 884 mand var med eskorten og 400 soldater var med transportflåden, eller var afsatte til vagtstyrker.

- Det er heller ikke muligt at være sikker på, at beskrivelsen af transportflåden stemmer. To fragtskuder med tung last, en hukkert, en galiot og en krejert på 5 fragtfartøjer blev erobret og ført væk, 3 blev erobret og fik lasten fjernet, før de blev ødelagt. Resten blev ødelagt, måske fra 6 til 20 fartøjer.

## Søslaget
Klokken 01:30 om natten, halvanden time før solopgang den 8. juli 1716 satte Tordenskjolds eskadre sejl i vestlig svag brise, og stod en time senere ind gennem Lesundet mod fjorden. Eskadren fik hjælp av en svensk lods, som ved en tilfældighed var blevet taget til fange og ført ombord på Hvide Ørn. Ironisk nok var det den samme, som havde ført Strömstierna ind til Dynekilen. Klokken 05:30 var skibene kommet mellem holmene. Da hævede prammene kanoner op nedefra i skibet, mens de andre gjorde deres skyts klart til kamp. Ved sekstiden nærmede skibene sig Stora Krossön, som deler indløbet i to, og startede på Smalsundet som løber 3,5 kilometer indover. Der kom de over tre-fire mindre både, som trak sig ind gennem kilen.
Tordenskjold havde skiftet til galejen "Prinds Christian", for at kunne rekognoscere. Fra galejen tog han en letroet skærbåd, som var taget fra svenskerne, og kom frem til det yderste af det indre bassin. Der steg han i land og gik op på en høj bakke, for at få oversigt over de svenske styrker. Han kunne se, at de var fuldstændigt uforberedte, for deres skibe lå fortøjede med boven mod land i tæt samling på lavt vand, og de kunne ikke manøvrere om og tage kampen op. Kun stykprammen "Stenbocken" og skansen på holmen kunne skabe problemer for ham i det kommende slag.
Efter at have roet tilbage til galejen flyttede han sit flag til det stærkeste fartøj, stykprammen "Hjælperen," som klokken 07:30, under sydlig vind i skiftende styrke, stak lydløst ind i havnen fulgt af "Arca Noæ" og de øvrige skibe, med fregatten "Hvide Ørn" sidst. De to stykpramme flankerede først indløbet. Så fortsatte "Hvide Ørn" ind og ankrede på havnens nordvestre side med spring i land. Først stillede nordmændene bådene på linje med bredsiden og stævnskyts vendt mod svenskerne, som allerede fyrede løs med de få kanoner, som havde fri bane. Slaget var i gang.
I de tre næste timer drønede kanonerne løs på klos hold mellem de høje skråninger, som omkranser Dynekilen. Den første tid havde nordmændene solen i øjnene, men fordi det var vindstille, blev røgen fra kanoner og ild liggende sådan, at ingen længere kunne se modparten klart.
Ved ellevetiden begyndte kanonilden fra de svenske både at aftage, og dette drog Tordenskjold straks fordel af. Fregatten "Hvide Ørn" lagde sig under ild fra holmen og "Stenbocken," således at to galejer kunne tage flagskibet "Hjælperen" under slæb og hale den mod holmen for at sætte batteriet der under ild fra klos hold. Men den bagbords slæber blev skudt af, så den ene galej og "Hjælperen" drev på land lige ind under kanonmundingerne til batteriet på holmen. I fem kvarter sloges de tre skibe, som lå desperat klemt mellem de svenske galejer på den ene side og holmen på den anden. Svenske infanterister kom til fra landsiden og beskød fjendens både derfra.
Men så kom de l`Etang til undsætning med stykprammen "Arca Noæ". Med en galej som slæbebåd, kom den nært nok på det svenske landbatteri på holmen og klarede at angribe i blindzonen for batteriet. Kort efter gik mandskaberne fra galejerne under kommando af brødrene Tønder ("Charlotte Amalia" og "Louisa") på land og tog op på holmen, hvor kanonbesætningen, både udslidt og stærkt medtaget, flygtede ind i landet. Efter at kanonerne i landbatteriet blev fornaglet (ødelagt), var slaget i virkeligheden vundet.
Fregatterne "Hvide Ørn" og "Vindhunden" kæmpede videre og klarede klokken 13:15 at tvinge kaptajn Sjöblad til at stryge flaget på stykprammen "Stenbocken". Kort efter måtte den sårede schoutbynacht Strömstierna overgive sig, og for at kunne forlade sit flagskib strøg han sit kommandoflag på galejen "Wreden".
Snart efter satte svenskerne deres skibe på grund, slog hul i bunden og udlagde brand- og krudtlunter, før de strømmede i land. Angriberne kom til fra den anden side og forsøgte at standse ødelæggelsen. Tordenskjold og Grib entrede "Stenbocken", hvor de tog det tilbageværende mandskab til fange.
Der blev blev udvist stort heltemod af nordmændene, som under tæt ild fra de ophidsede saksiske infanterister tog skib efter skib og trak de strandede skuder væk, før de kunne ødelægges. Michael Tønder kom over på et lille svensk krigsfartøj, efter at have været på holmen. Der kastede han ikke bare en balje med brændende tjære overbord men slukkede også en brand på lugen, som førte ned til lastrummet med 220 tønder krudt. En brændende lunte var bare to tommer fra krudtet, idet han kastede den væk.

## Retræte
Slaget var ovre inden klokken to om eftermiddagen. Nu måtte sejrherrerne slippe ud af Dynekilen helskindede og med det bytte, de kunne skrabe til sig i al hast, med svenske tropper på alle kanter. I otte hårde, grusomme timer, med brændende skibe og eksplosioner omkring sig, og under et forfærdeligt slid, klarede de dansk-norske styrker at bjerge 14 erobrede skibe, 9 krigsskibe og 5 fragtfartøjer. Klokken 21 var de kommet ud af Dynekilen igen, men ikke uden stort drama. Nogen få omkom i skibe, som eksploderede, andre undslap i sidste øjeblik.
I den måneklare nat, som fulgte, var saksiske og svenske styrker kommet til og angreb fra begge sider af indløbet. De havde imidlertid ikke noget artilleri, og ved held var vinden stilnet. Dermed kunne nordmændene, i spidsrod mellem svenske styrker og med megen slid, bugsere deres egne syv og fjendens fjorten kaprede skibe ud i havet. De sidste skud faldt ved 02:30-tiden den 9. juli 1716.
Klokken 04:00 om morgenen samme dag begyndte der at blæse en sydøstlig kuling. Da kunne de udslidte mænd på eskadren lægge årene ind og sejle under god vind nord til Magö, hvor kommandør Wibe ventede med sin afdeling i Nordsøeskadren. Ved middagstid den 9. juli kunne Wibe se sejrherren Tordenskjolds kapringer, med "Stenbocken" i spidsen.

## Tabene
De norske tab i slaget er kendt: 19 døde og 57 sårede. Derimod er de svenske tab ikke kendt. Det er opgivet, at i alt 44 krigsfartøjer, fragtskuder og mindre fartøjer gik tabt, men vi må regne med, at dette antal kun er et skøn. Det, som sved mest for den svenske militærledelse, var hverken tab af mennesker eller skibe, men at de mistede lasten: Hele belejringshærens artilleri og krudt var tabt, værd en fabelagtig sum på mellem 100.000 og 150.000 rigsdaler. Morterer og tungere skyts op til 36 pund var borte. Med dette tab var Karl XII's mulighed for at fortsætte felttoget i Norge borte.

## Efterspillet
Tordenskjold havde vundet en vigtig strategisk sejr. Med den svenske transportflåde tilintetgjort kunne de dansk-norske søstyrker sættes ind i andre opgaver. Og uden artilleriet, som var så vigtigt for svenskerne, var Fredriksten fæstning tryggere mod angreb. Endnu tilbagestod en vigtig opgave for den dansk-norske flåde: Den oprindelige plan for den norske indenskærs eskadre var at forcere de svenske batterier ved Sponviken, som bevogtede indløbet til Iddefjorden og forhindrede forsyninger i at nå søvejen til fæstningen i Halden. Efter at have fået kontakt med viceadmiral Gabel fik Tordenskjold ordre om at ødelægge flydebroen for at vanskeliggøre det svenske tilbagetog.
Men da Tordenskjold med sin eskadre kom ind i Svinesund den 10. juli, fandt han flydebroen forladt af svenskerne, som hastigt havde evakueret Svinesund på Karl XII's umiddelbare ordre, efter at han fik nys om nederlaget i Dynekilen.
Allerede efter nederlaget under slaget om Halden havde Karl XII haft i sinde at opgive Norgesfelttoget, som indtil videre kun havde været skuffende. Tabet af transportflåden og det værdifulde artilleri må have været afgørende for svenskekongens beslutning om at stanse felttoget. Hvis han fortsatte, ville han nok ikke have mulighed for at holde sine stillinger. Han havde ikke artilleri til at tage fæstninger, han havde ikke forsyningslinjer til Sverige, og han blev truet af den dansk-norske flåde fra søen, som nu havde tilstrækkeligt lavbundede krigsskibe til at gå indenskærs. En retræte til Sverige var eneste mulighed, og det tog kun få dage, før alle svenskerne var ude af Norge.
Truslen mod Norge var tydeligvis ovre. Trods nogen forsigtighed til at begynde med fra en ængstelig konge, som frygtede en krigslist, og fra Lützow, som ikke ville tage noget for givet, kunne Gabel følge ordren, der var givet ham den 3. juli, om at sende alle skibe, som ikke var nødvendige, hjemover til Kongens by. Blandt skibene, som gik til København, var Tordenskjolds "Hvide Ørn", som sejlede med de andre krigsskibe allerede den 11. juli 1716, bare tre dage efter sejren i Dynekilen. I København vakte nyheden stor jubel. Som belønning for sin indsats blev Tordenskjold udnævnt til kommandør.
Den nye kommandør sejlede med nye instrukser fra København til Norge, hvor viceadmiral Gabel fik dem i slutningen af juli. Gabel blev kaldt tilbage til København for at deltage i forberedelserne til en stor allieret invasion af Skåne. Planen var, at invasionen med 53 000 soldater og mindst 20.000 sømænd skulle begynde senest den 21. september. Kommandoen over Nordsøeskadren blev overdraget til kommandør Reesen.

## Søslagets betydning
Det store spørgsmål vedrørende søslaget i Dynekilen, som er sagt at have været Norges redning, er, om slaget var årsagen til Karl XIIs tilbagetrækning, eller om det var den undskyldning, som Karl XII brugte til at trække sig ud af et allerede mislykket felttog. Man kan sige, at søslaget ikke var afgørende for udfaldet af Karl XIIs første Norgesfelttog. Man kan snarere betragte slaget som det sidste søm i kisten for det svenske felttog i Norge, som mislykkedes af flere årsager. Den måske vigtigste årsag til nederlaget var, at Karl XII havde rykket frem i så stor hast, at forbindelseslinjerne blev sårbare med kun mindre styrker til at stå mod et undervurderet norsk forsvar, som senere fik forstærkninger fra Danmark ad søvejen.
Helt til det sidste var Tordenskjold særlig opmærksom på sine mænd fra dette slag. Han forsøgte frem til sidste stund i tjeneste hos kong Frederik IV at virke for, at de fik en belønning.